# Epidapus flavothoracicus
Epidapus flavothoracicus är en tvåvingeart som beskrevs av Mohrig, Roeschmann och Björn Rulik 2004. Epidapus flavothoracicus ingår i släktet Epidapus och familjen sorgmyggor.
Artens utbredningsområde är Dominikanska republiken. Inga underarter finns listade i Catalogue of Life.